# Чемпіонат Європи з водних видів спорту 1999
Чемпіонат Європи з водних видів спорту 1999, 24-й за ліком, тривав з 26 липня до 1 серпня 1999 року на Олімпійському плавальному стадіоні Атакой у Стамбулі (Туреччина). Він відбувся під егідою Європейської ліги плавання. Розіграно нагороди з плавання (на довгій воді), плавання на відкритій воді, стрибків у воду і синхронного плавання (жінки). 
У Флоренції (Італія) вперше окремо від цього чемпіонату відбувся Чемпіонат Європи з водного поло.
Під час змагань встановлено 2 світові рекорди і 8 рекордів Європи.
У рамках плавальної програми вперше на чемпіонатах Європи розіграно нагороди на дистанції 50 м на спині, брасом і батерфляєм.

## Таблиця медалей
| Місце                | Країна               | Золото | Срібло | Бронза | Загалом |
| -------------------- | -------------------- | ------ | ------ | ------ | ------- |
| 1                    | Німеччина            | 12     | 13     | 11     | 36      |
| 2                    | Росія                | 10     | 9      | 5      | 24      |
| 3                    | Нідерланди           | 9      | 2      | 2      | 13      |
| 4                    | Україна              | 5      | 3      | 3      | 11      |
| 5                    | Швеція               | 3      | 5      | 3      | 11      |
| 6                    | Велика Британія      | 3      | 4      | 6      | 13      |
| 7                    | Франція              | 3      | 3      | 6      | 12      |
| 8                    | Угорщина             | 3      | 1      | 1      | 5       |
| 9                    | Італія               | 2      | 4      | 6      | 12      |
| 10                   | Румунія              | 2      | 4      | 3      | 9       |
| 11                   | Іспанія              | 2      | 4      | 0      | 6       |
| 12                   | Данія                | 1      | 0      | 0      | 1       |
| 13                   | Хорватія             | 0      | 3      | 0      | 3       |
| 14                   | Ізраїль              | 0      | 1      | 1      | 2       |
| 15                   | Польща               | 0      | 0      | 3      | 3       |
| 16                   | Фінляндія            | 0      | 0      | 2      | 2       |
| 17                   | Бельгія              | 0      | 0      | 1      | 1       |
| 17                   | Білорусь             | 0      | 0      | 1      | 1       |
| 17                   | Словенія             | 0      | 0      | 1      | 1       |
| 17                   | Чехія                | 0      | 0      | 1      | 1       |
| Загалом (20 збірних) | Загалом (20 збірних) | 55     | 56     | 56     | 167     |

## Плавання

### Чоловіки
| Дисципліна                           | Золото                                                                          | Срібло                                                               | Бронза |
| ------------------------------------ | ------------------------------------------------------------------------------- | -------------------------------------------------------------------- | --- |
| 50 м вільним стилем                  | Пітер ван ден Гогенбанд Нідерланди                                              | Лоренцо Вісмара Італія                                               | Олександр Попов Росія |
| 100 м вільним стилем                 | Пітер ван ден Гогенбанд Нідерланди                                              | Олександр Попов Росія                                                | Ларс Фреландер Швеція |
| 200 м вільним стилем                 | Пітер ван ден Гогенбанд Нідерланди                                              | Пол Палмер Велика Британія                                           | Массіміліано Росоліно Італія |
| 400 м вільним стилем                 | Пол Палмер Велика Британія                                                      | Еміліано Брембілья Італія                                            | Драгош Крістьян Коман Румунія |
| 1500 м вільним стилем                | Ігор Снітко Україна                                                             | Драгош Крістьян Коман Румунія                                        | Сільвен Крос Франція |
| 50 м на спині                        | Штев Телоке Німеччина                                                           | Томас Руппрат Німеччина                                              | Маріуш Сіємбіда Польща |
| 100 м на спині                       | Штев Телоке Німеччина                                                           | Гордан Козулі Хорватія                                               | Ейтхан Урбах Ізраїль |
| 200 м на спині                       | Ральф Браун Німеччина                                                           | Гордан Козулі Хорватія                                               | Емануеле Мерізі Італія |
| 50 м брасом                          | Марк Варнеке Німеччина                                                          | Олег Лісогор Україна                                                 | Карой Гюттлер Угорщина |
| 100 м брасом                         | Доменіко Фіораванті Італія                                                      | Марк Варнеке Німеччина                                               | Стефан Перро Франція |
| 200 м брасом                         | Стефан Перро Франція                                                            | Дмитро Коморников Росія                                              | Йоанн Бернар Франція |
| 50 м батерфляєм                      | Пітер ван ден Гогенбанд Нідерланди                                              | Милош Милошевич Хорватія                                             | Марк Фостер Велика Британія Ларс Фреландер Швеція                                                                                            |
| 100 м батерфляєм                     | Ларс Фреландер Швеція                                                           | Джеймс Гікмен Велика Британія                                        | Денис Силантьєв Україна |
| 200 м батерфляєм                     | Франк Еспозіто Франція                                                          | Денис Силантьєв Україна                                              | Анатолій Поляков Росія |
| 200 м комплексом                     | Марсел Вауда Нідерланди                                                         | Массіміліано Росоліно Італія                                         | Яні Сієвінен Фінляндія |
| 400 м комплексом                     | Фредерік Віїд Іспанія                                                           | Майкл Халіка Ізраїль                                                 | Марсел Вауда Нідерланди |
| естафета 4x100 метрів вільним стилем | Нідерланди Йоган Кенкгейс Марк Венс Марсел Вауда Пітер ван ден Гогенбанд        | Росія Денис Піманков Сергій Ашихмін Дмитро Чернишов Олександр Попов  | Німеччина Хрістіан Келлер Ларс Мерзебурґ Хрістіан Треґер Ларс Конрад                                                                         |
| естафета 4x200 метрів вільним стилем | Німеччина Хрістіан Келлер Штефан Поль Ларс Конрад Міхаель Кідель                | Велика Британія Пол Палмер Ґевін Медоус Джеймс Солтер Едвард Сінклер | Росія Максим Коршунов Дмитро Кузьмін Андрій Капралов Дмитро Чернишов                                                                         |
| естафета 4x100 метрів комплексом     | Нідерланди Клас-Ерік Зверінґ Марсел Вауда Стефан Артсен Пітер ван ден Гогенбанд | Німеччина Штев Телоке Марк Варнеке Хрістіан Келлер Хрістіан Треґер   | Росія Сергій Остапчук Дмитро Коморников Владислав Куликов Олександр Попов Швеція Маттіас Олін Патрік Ісакссон Даніель Карссон Ларс Фреландер |

### Жінки
| Дисципліна                           | Золото                                                                        | Срібло                                                                        | Бронза                                                                       |
| ------------------------------------ | ----------------------------------------------------------------------------- | ----------------------------------------------------------------------------- | ---------------------------------------------------------------------------- |
| 50 м вільним стилем                  | Інге де Бройн Нідерланди                                                      | Тереза Альсгаммар Швеція                                                      | Елісон Шеппард Велика Британія                                               |
| 100 м вільним стилем                 | Сью Ролф Велика Британія                                                      | Інге де Бройн Нідерланди                                                      | Зандра Фелкер Німеччина                                                      |
| 200 м вільним стилем                 | Камелія Аліна Потек Румунія                                                   | Керстін Кільґас Німеччина                                                     | Наталія Барановська Білорусь                                                 |
| 400 м вільним стилем                 | Камелія Аліна Потек Румунія                                                   | Керстін Кільґас Німеччина                                                     | Яна Клочкова Україна                                                         |
| 800 м вільним стилем                 | Ганна Штокбауер Німеччина                                                     | Кірстен Влігейс Нідерланди                                                    | Яна Генке Німеччина                                                          |
| 50 м на спині                        | Зандра Фелкер Німеччина                                                       | Ніна Живаневська Іспанія                                                      | Метка Шпаровець Словенія                                                     |
| 100 м на спині                       | Зандра Фелкер Німеччина                                                       | Ніна Живаневська Іспанія                                                      | Роксана Меречиняну Франція                                                   |
| 200 м на спині                       | Роксана Меречиняну Франція                                                    | Юлія Фоменко Росія Кетлін Рунд Німеччина                                      | Не вручали                                                                   |
| 50 м брасом                          | Агнеш Ковач Угорщина                                                          | Зої Бейкер Велика Британія                                                    | Янне Шефер Німеччина                                                         |
| 100 м брасом                         | Агнеш Ковач Угорщина                                                          | Світлана Бондаренко Україна                                                   | Бріжитт Бекю Бельгія                                                         |
| 200 м брасом                         | Агнеш Ковач Угорщина                                                          | Бятріче Кишлару Румунія                                                       | Аліція Пенчак Польща                                                         |
| 50 м батерфляєм                      | Анна-Карін Каммерлінг Швеція                                                  | Юганна Шеберг Швеція                                                          | Шанталь Ґрот Нідерланди                                                      |
| 100 м батерфляєм                     | Інге де Бройн Нідерланди                                                      | Юганна Шеберг Швеція                                                          | Дьяна Мокану Румунія                                                         |
| 200 м батерфляєм                     | Метте Якобсен Данія                                                           | Марія Пелаес Іспанія                                                          | Отилія Єнджейчак Польща                                                      |
| 200 м комплексом                     | Яна Клочкова Україна                                                          | Бятріче Кишлару Румунія                                                       | Забіне Гербст Німеччина                                                      |
| 400 м комплексом                     | Яна Клочкова Україна                                                          | Бятріче Кишлару Румунія                                                       | Гана Черна Чехія                                                             |
| естафета 4x100 метрів вільним стилем | Німеччина Катрін Майснер Антьє Бушшульте Францишка ван Альмсік Зандра Фелкер  | Швеція Луїза Єнке Юзефіна Ліллгаге Малін Сванстрем Тереза Альсгаммар          | Велика Британія Елісон Шеппард Клер Гаддарт Карен Пікерінґ Сью Ролф          |
| естафета 4x200 метрів вільним стилем | Німеччина Францишка ван Альмсік Сільвія Шалаї Ганна Штокбауер Керстін Кільґас | Швеція Юзефіна Ліллгаге Малін Сванстрем Юганна Шеберг Луїза Єнке              | Румунія Камелія Аліна Потек Іоана Дьяконеску Сімона Педурару Бятріче Кишлару |
| естафета 4x100 метрів комплексом     | Швеція Тереза Альсгаммар Марія Естлінґ Юганна Шеберг Малін Сванстрем          | Німеччина Зандра Фелкер Зільвія Пульфріх Францишка ван Альмсік Катрін Майснер | Велика Британія Кеті Секстон Зої Бейкер Сью Ролф Карен Пікерінґ              |

## Плавання на відкритій воді

### Чоловіки
| Дисципліна              | Золото                 | Срібло                | Бронза                |
| ----------------------- | ---------------------- | --------------------- | --------------------- |
| 5 км на відкритій воді  | Євген Безрученко (RUS) | Олексій Акатьєв (RUS) | Самуеле Пампана (ITA) |
| 25 км на відкритій воді | Олексій Акатьєв (RUS)  | Антон Саначев (RUS)   | Андре Вільде (GER)    |

### Жінки
| Дисципліна              | Золото             | Срібло              | Бронза              |
| ----------------------- | ------------------ | ------------------- | ------------------- |
| 5 км на відкритій воді  | Пеґґі Бюхзе (GER)  | Віола Валлі (ITA)   | Брітта Камрау (GER) |
| 25 км на відкритій воді | Ольга Гусєва (RUS) | Ангела Маурер (GER) | Брітта Камрау (GER) |

## Стрибки у воду

### Чоловіки
| Дисципліна               | Золото                                | Срібло                                 | Бронза                                      |
| ------------------------ | ------------------------------------- | -------------------------------------- | ------------------------------------------- |
| Трамплін, 1 м            | Хосе Мігель Хіль Іспанія              | Андреас Вельс Німеччина                | Штефан Аренс Німеччина                      |
| Трамплін, 3 м            | Тоні Аллі Велика Британія             | Імре Лендьєль Угорщина                 | Юкка Піекканен Фінляндія                    |
| Вишка, 10 м              | Дмитро Саутін Росія                   | Гайко Маєр Німеччина                   | Роман Володьков Україна                     |
| Синхронний трамплін, 3 м | Дональд Міранда Нікола Марконі Італія | Голґер Шлеппс Александер Меш Німеччина | Тоні Аллі Марк Шипмен Велика Британія       |
| Синхронна вишка, 10 м    | Ян Гемпель Гайко Маєр Німеччина       | Ігор Лукашин Володимир Тимошинін Росія | Леон Тейлор Пітер Вотерфілд Велика Британія |

### Жінки
| Дисципліна               | Золото                                       | Срібло                              | Бронза                               |
| ------------------------ | -------------------------------------------- | ----------------------------------- | ------------------------------------ |
| Трамплін, 1 м            | Віра Ільїна Росія                            | Ірина Лашко Росія                   | Конні Шмальфус Німеччина             |
| Трамплін, 3 м            | Віра Ільїна Росія                            | Ірина Лашко Росія                   | Конні Шмальфус Німеччина             |
| Вишка, 10 м              | Олена Жупіна Україна                         | Долорес Саес Іспанія                | Світлана Тимошиніна Росія            |
| Синхронний трамплін, 3 м | Ганна Сорокіна Олена Жупіна Україна          | Зімона Кох Конні Шмальфус Німеччина | Оділь Арболь-Сушон Жюлі Дано Франція |
| Синхронна вишка, 10 м    | Євгенія Ольшевська Світлана Тимошиніна Росія | Анке Піпер Уте Веціґ Німеччина      | Оділь Арболь-Сушон Жюлі Дано Франція |

## Синхронне плавання
| Дисципліна | Золото | Срібло | Бронза |
| ---------- | --- | --- | --- |
| Соло       | Ольга Бруснікіна Росія                                                                                                 | Віржині Дідьє Франція                                                                                           | Джованна Бурландо Італія                                                                                                |
| Дуети      | Ольга Бруснікіна Марія Кисельова Росія                                                                                 | Віржині Дідьє Міріам Ліньйо Франція                                                                             | Джованна Бурландо Мауріція Чекконі Італія                                                                               |
| Групи      | Олена Азарова Ольга Бруснікіна Марія Кисельова Ольга Новокщонова Ірина Першина Олена Соя Юлія Васильєва Ольга Васюкова | Аньєс Берте Сінтія Буйє Віржині Дідьє Каті Жоффруа Рашель Ле Бозек Міріам Ліньйо Шарлотт Массардьє Магалі Ратьє | Джада Баллан Серена Б'янкі Мара Брунетті Джованна Бурландо К'яра Кассін Мауріція Чекконі Аліче Домінічі Алессія Луккіні |